# 콘월 시빅 콤플렉스
콘월 시빅 콤플렉스(Cornwall Civic Complex)은 캐나다 온타리오주 콘월에 위치한 실내 경기장이다. 과거 AHL 콘월 에이시스의 홈경기장으로 사용했고, 현재 FHL 콘월 내셔널스의 홈경기장으로 사용되고 있다.